# 塞格布鲁赫
塞格布鲁赫是德国下萨克森州的一个市镇。总面积7.49平方公里，总人口1556人，其中男性818人，女性738人（2011年12月31日），人口密度208人/平方公里。